# Ganopleuron divergens
Ganopleuron divergens är en tvåvingeart som beskrevs av Aldrich 1934. Ganopleuron divergens ingår i släktet Ganopleuron och familjen parasitflugor. Inga underarter finns listade i Catalogue of Life.